# جزیره صدف (استانبول)

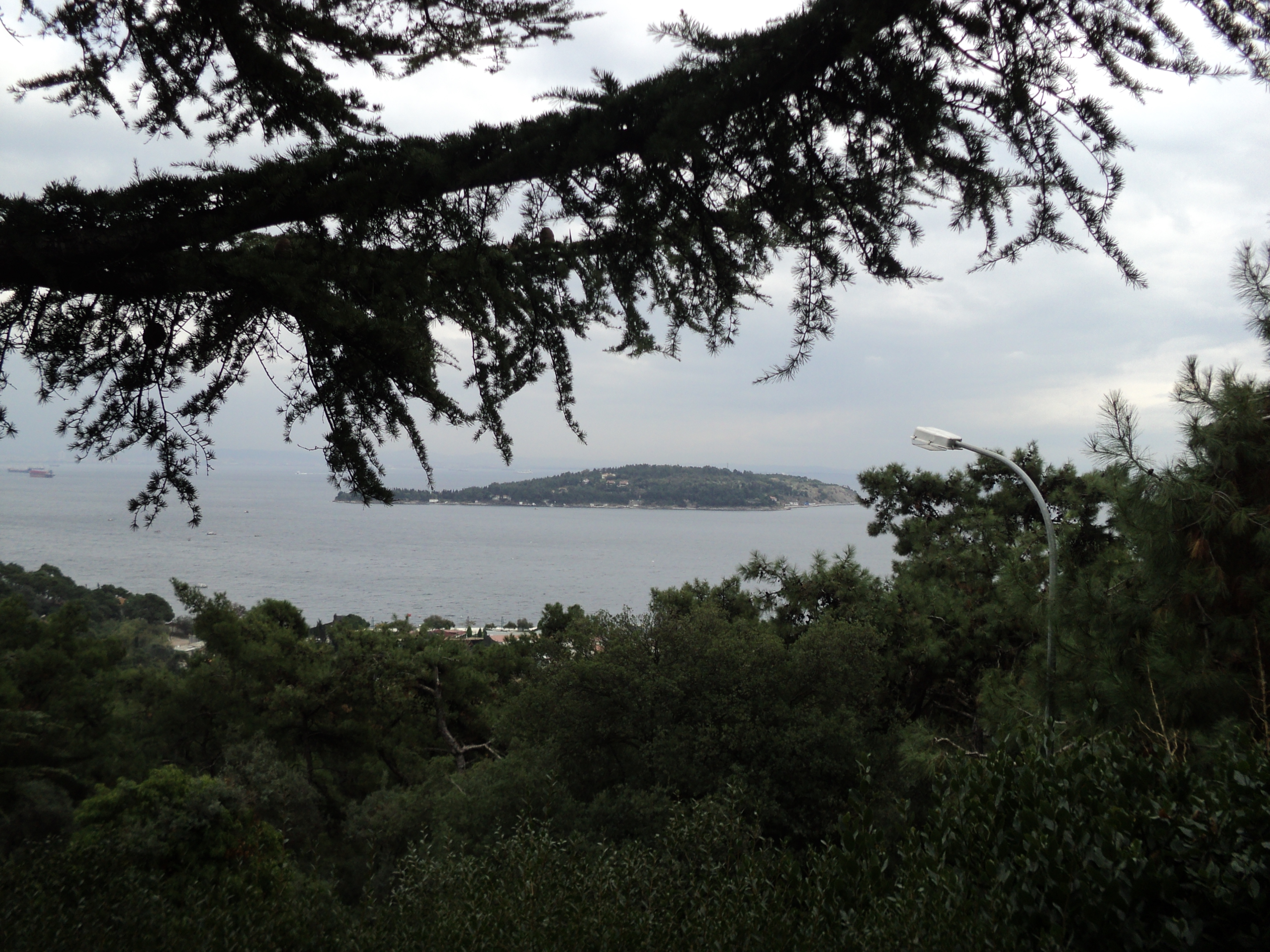
نمای جزیره از بویوک آدا

جزیره صدف یکی از ۹ جزیره استانبول است که در منطقه آدالار واقع شده‌است و با مساحت ۰٫۱۵۷ کیلومتر مربع از کوچکترین جزایر این محدوده و مجموعه جزایر پرنس است این جزیره تحت مالکیت شخصی قرار دارد اما امکان بازدید عموم از این جزیره وجود دارد.

## محافظت از طبیعت جزیره صدف
طبق قوانینی که برای ساخت و ساز در این جزیره وضع شده است ساختمان هایی که در آن به بهره برداری می رسند نباید بیشتر از دو طبقه ارتفاع داشته باشند؛ این کار جهت حفاظت از محیط زیست منطقه انجام می شود. پوشش گیاهی جزیره صدف استانبول به طور معمول از دختان کاج و سقز تشکیل شده است که تعداد زیادی از آنها به دست مالک جزیره کاشته شده است.
از دیگر ویژگی های جزیره میتوان به ممنوعیت رفت‌وآمد وسایل نقلیه موتوری اشاره کرد، رفت‌وآمد در جزیره توسط اسب و درشکه انجام می شود.